# Evangelický kostel (Hošťálková)
Evangelický kostel v Hošťálkové je chrám Farního sboru Českobratrské církve evangelické v Hošťálkové v okrese Vsetín. Kostel je chráněn jako kulturní památka.

## Historie sboru

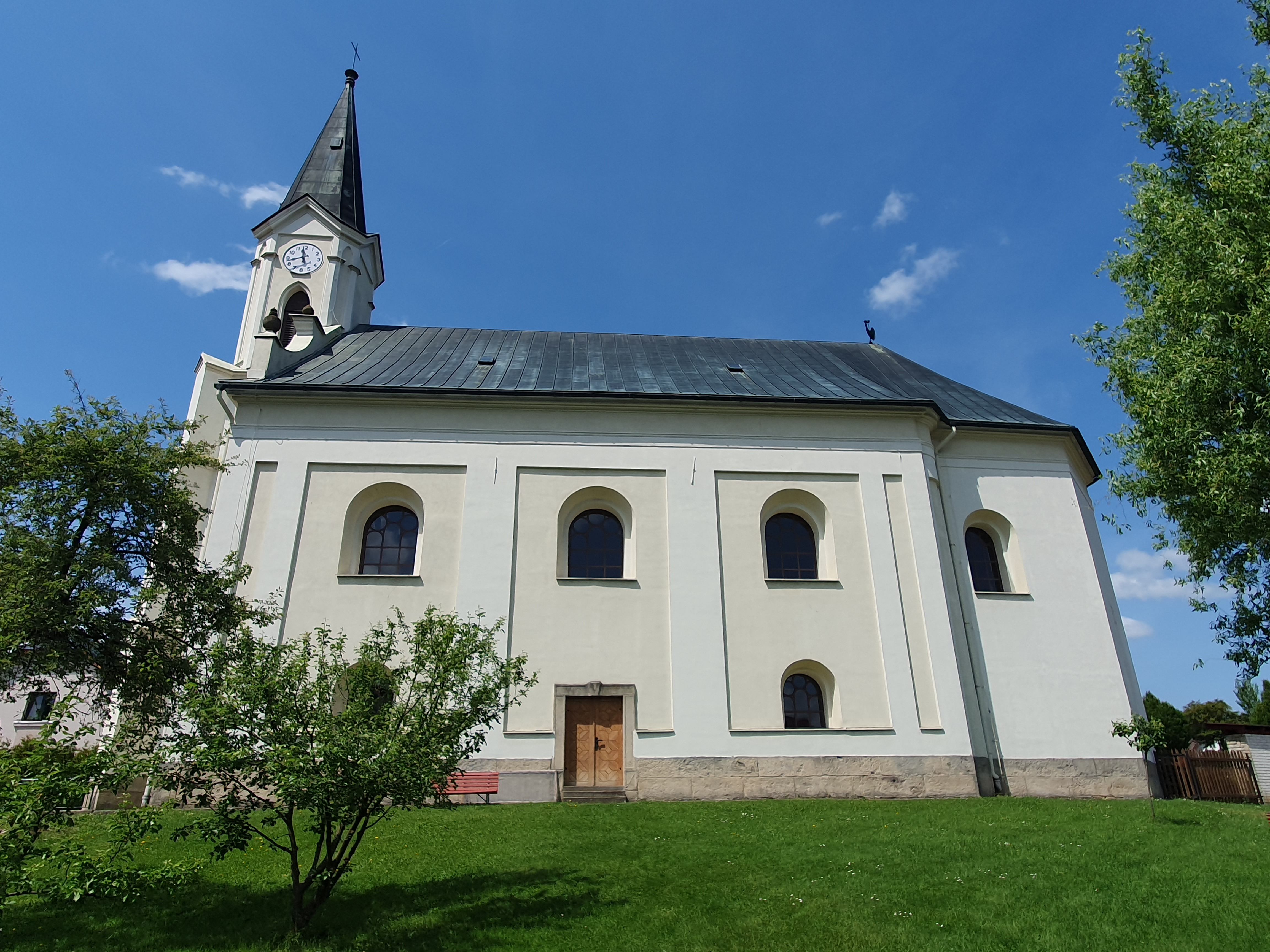
Evangelický kostel

Tajní evangelíci na Vsetínsku období protireformace přečkali, scházeli se tajně v lesích. Povzbuzením pro jejich víru bylo falešné vyhlášení náboženské tolerance v roce 1777. V letech 1777–1781 se připojili k povstání valašských evangelíků, které bylo krutě potlačeno, ale přispělo k vydání tolerančního patentu.
Augspurský sbor byl v Hošťálkově vyhlášen v roce 1782. Prvním farářem v letech 1781–1789 byl Ondřej Orgoň, který vystudoval bohosloví v Šoproni a Wittembergu. Před příchodem do Hošťálkové působil na evangelické škole v Modre, měl konflikty s úřady, proto musel opustit Uhry. Zůstal v Hošťálkové do roku 1789, kdy uvolnil místo faráře svému zeti Františku Čížkovi, který začínal v Hošťálkové jako učitel na evangelické škole. Po získání místa faráře se stal prvním českým kazatelem na Valašsku. Narodil se v Praze roku 1754, studoval v Bratislavě, vyznal se v lékařství a měl domácí lékárnu. Právě on prý vzhledem ke svému zájmu o malířství vyzdobil modlitebnu řezbami a malbami.
Augspurský sbor po vzniku Československa vstoupil do Českobratrské církve evangelické.

## Evangelický kostel
Dřevěná toleranční modlitebna byla postavena v roce 1783.
V letech 1829–1831 byla nahrazena novoklasicistní jednolodní podélnou stavbou s historizujícími prvky situovanou v centru obce. Stavba s klenutými interiéry opravovaná v roce 1846 musila respektovat toleranční omezení, byla bez věže. Odsazená čtyřboká věž v ose vstupního průčelí byl přistavena v roce 1857, současně do ní byly zavěšeny dva zvony.
Další oprava proběhla ve dvacátých letech 20. století, znovu v roce 1939 nákladem 70 000 Kč. V letech 1973–1975 při generální opravě dostal kostel novou fasádu, byla vyměněna okna a dveře a pořízen nový interiér. Nová měděná střecha byla položena roku 1987. Novou fasádu získal kostel v roce 1995.

## Vnitřní vybavení

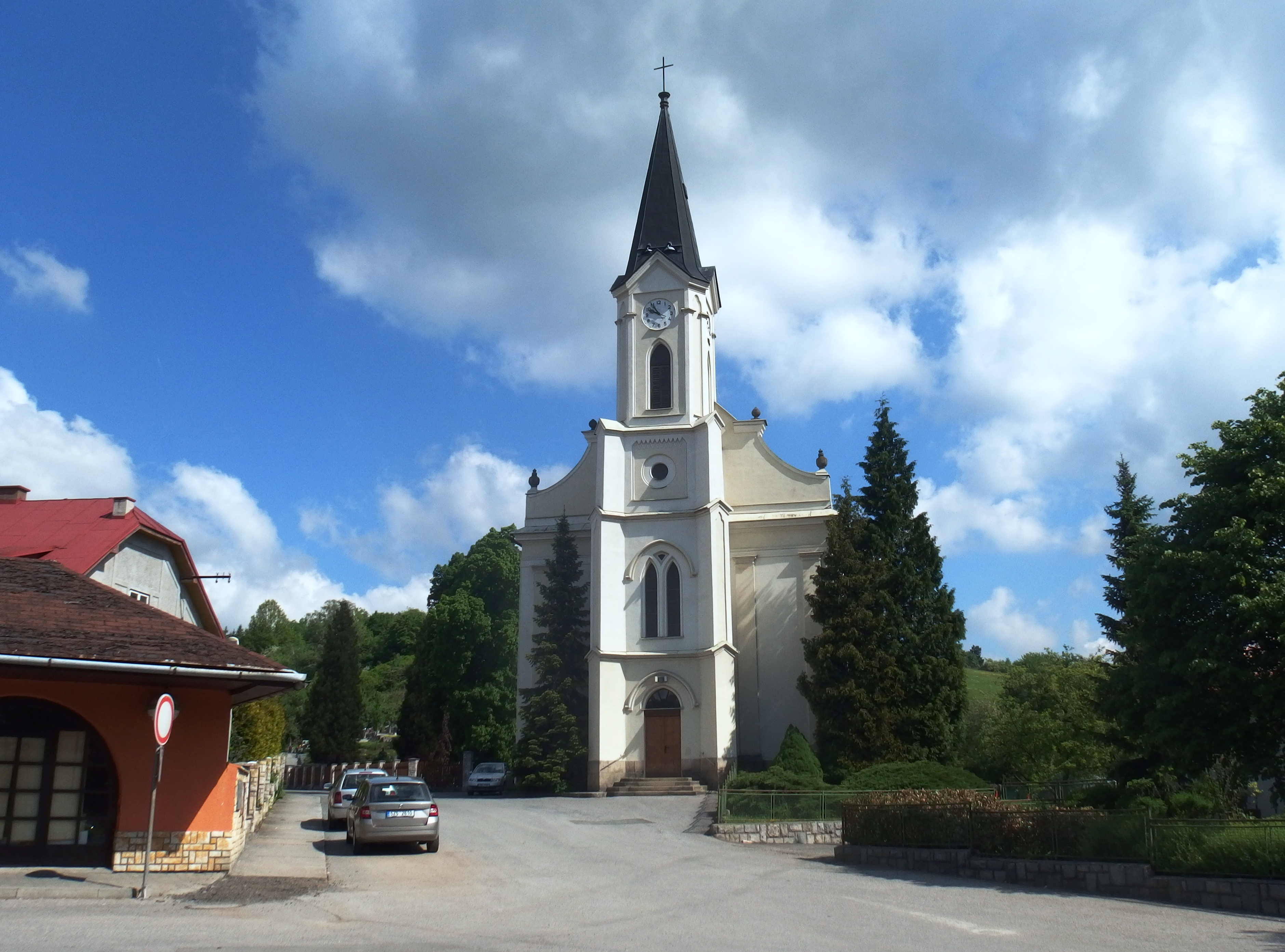
Pohled na vstup do kostela

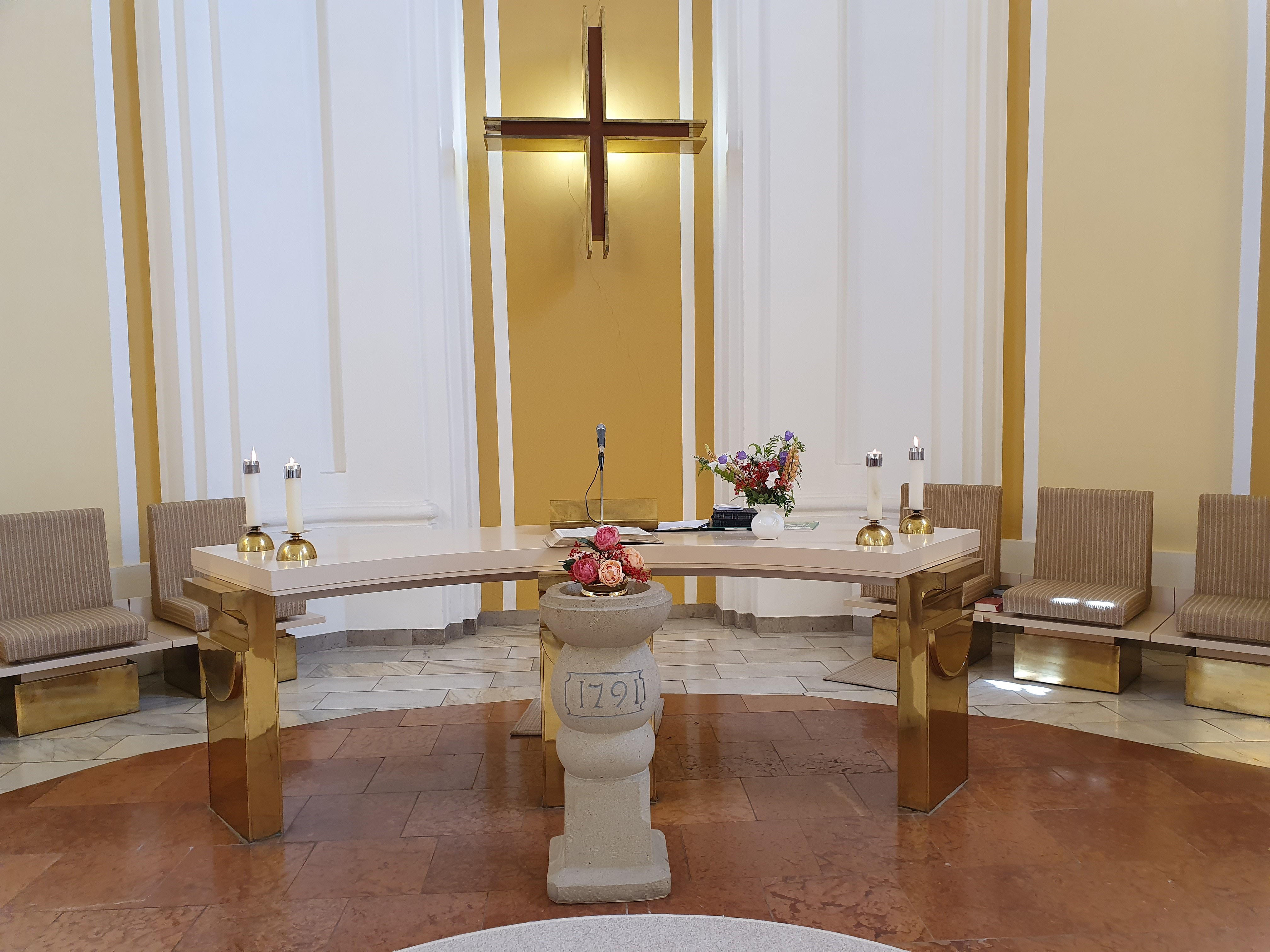
Interiér kostela

Nejstarší součástí vybavení je křtitelnice datovaná rokem 1791.
Varhany do kostela byly věnovány vrchností. V roce 1852 byly pořízeny varhany nové, které v kostele zůstaly až do roku 1964, kdy bylo pořízeno harmonium a nové varhany. Za první světové války kostel o zvony přišel. Ihned po válce byl pořízen ocelový zvon, později další ze zvonoviny. Za druhé světové války zůstal v kostele jen ocelový zvon. Nový zvon byl pořízen v roce 1959.
V letech 1973–1975 podle návrhu ing. arch. Josefa Bartáka byla změněna kazatelna a stůl Páně. Klasické lavice byly nahrazeny židlemi spojenými v řadách. Bylo nově vymalováno, vyměněno osvětlení a položena mramorová dlažba.

## Fara
První fara byla postavena v roce 1784 a teprve v roce 1843 byla nahrazena novou, v níž měla několik let sídlo i evangelická škola. V roce 1876 byla postavena fara třetí, nejnovější. V roce 1916 byla opravena střecha a pokryta eternitem. Další oprava v roce 1932 byla nedostatečná a nekvalitní. Po roce 1945 proběhla přestavba budovy fary podle plánu architekta Bohumila Bareše. Ačkoliv při opravě pomáhalo mnoho pomocníků z řad členů sboru (celkem 135 osob odpracovalo 1117 hodin), cena opravy výrazně převýšila původní rozpočet. Při přestavbě byl rozšířen sborový sál, opravený sborový dům byl slavnostně otevřen 20. srpna 1950.

## Škola

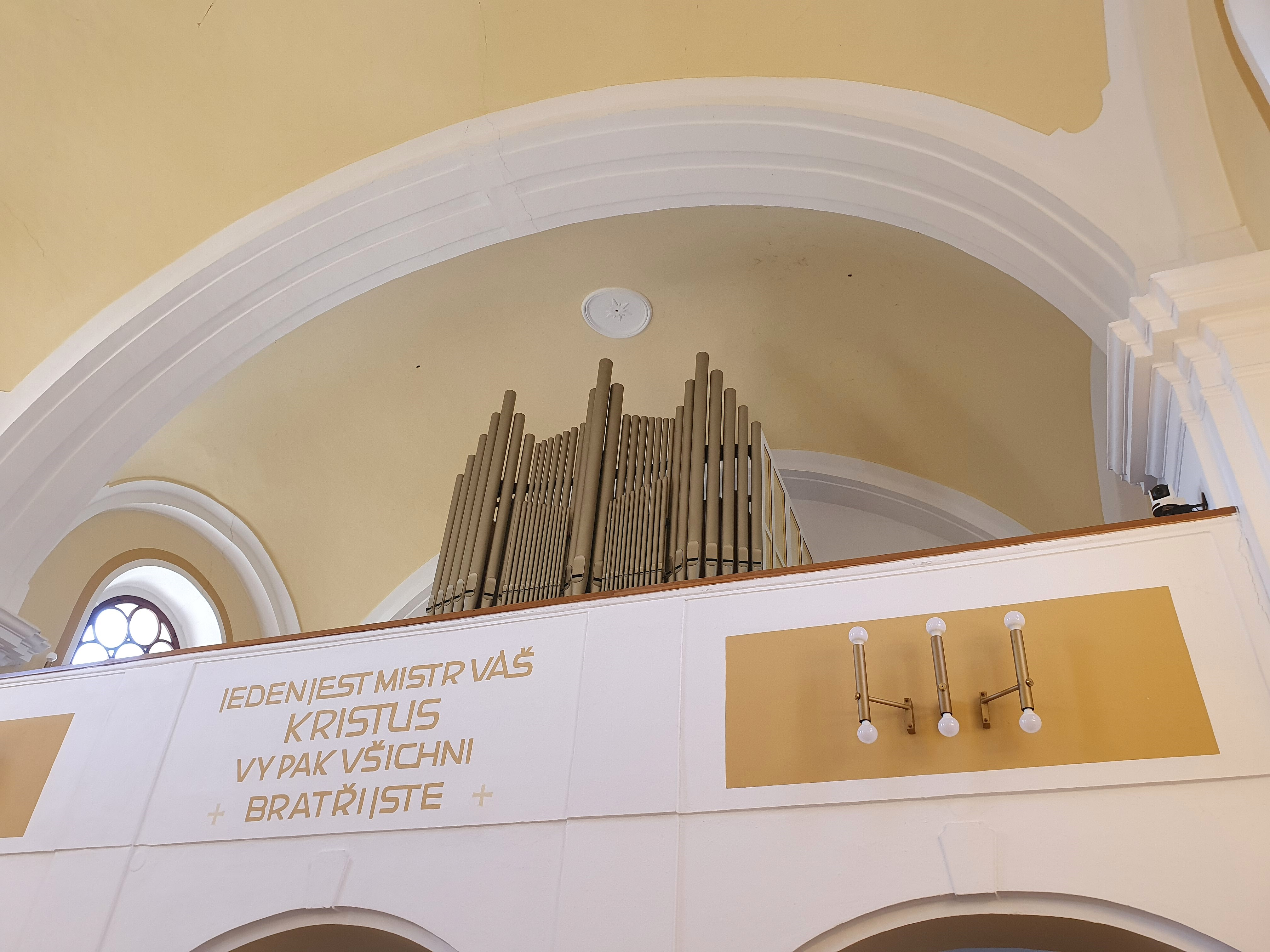
Kůr s varhanami

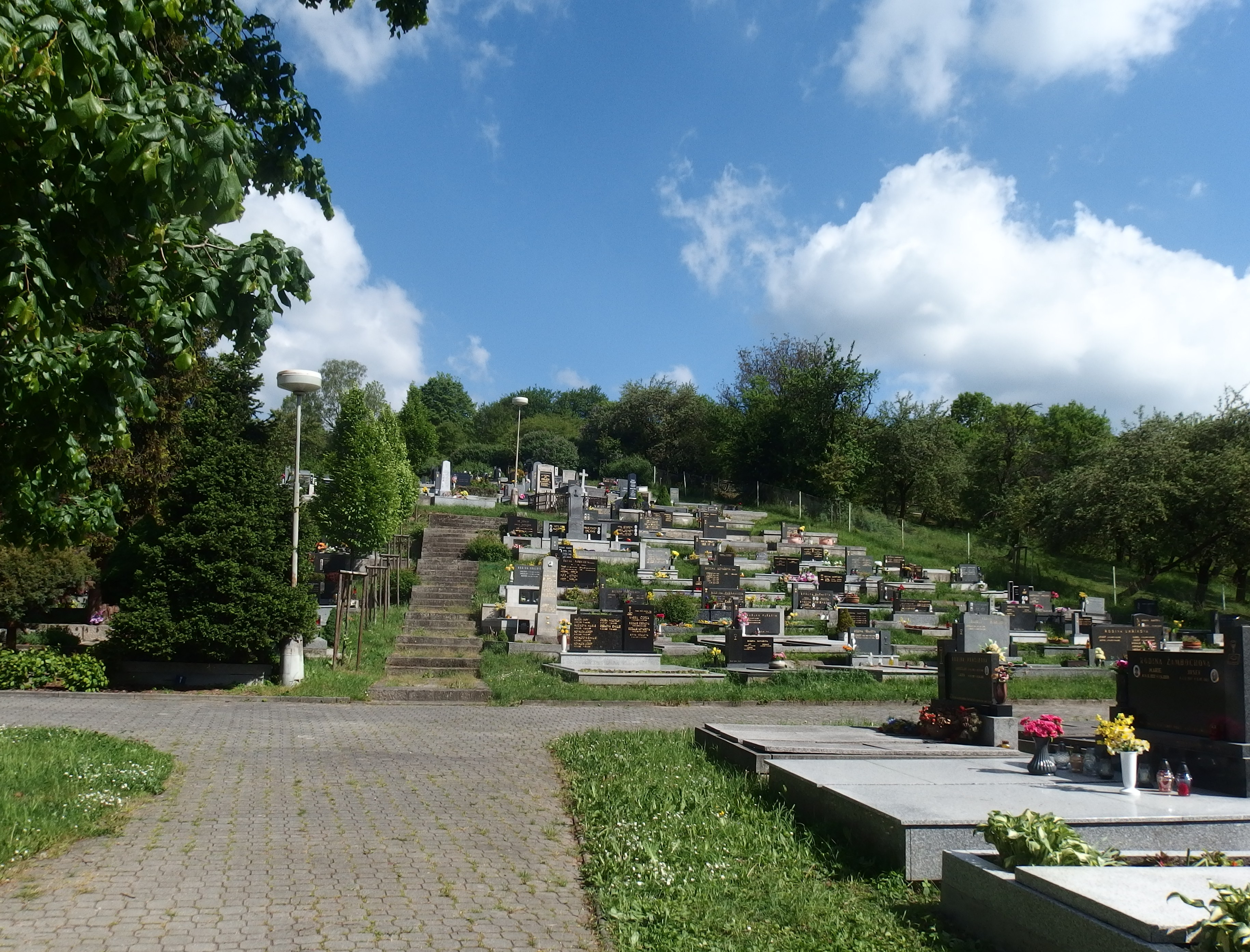
Evangelický hřbitov

Z Modry přišel do Hošťálkové nejen první farář, ale i učitel evangelické školy Matyáš Halaš. Dalším učitelem byl František Čížek, který byl od roku 1789 farářem.Jedním z učitelů v Hošťálkové byl zeman Karel Rízner, rodák z Malého Čepčína, děd Ĺudovíta Vladimíra Ríznera, významného slovenského spisovatele a bibliografa.
Evangelická škola byla zprvu umístěna poblíž modlitebny v domku Martina Blizňáka. V roce 1790 pro ni byla postavena budova v místech nynější evangelické fary. Svému účelu sloužila do roku 1843, kdy byla zbořena a na jejím místě postavena nová zděná školní budova s bytem pro učitele. Ke slavnosti položení základního kamene tehdejší učitel evangelické školy Josef Pellar složil píseň na nápěv písně "Král věčný nás žehnej". Upravená školní budova byla posvěcena 16. června 1876. Škola získala právo veřejnosti jako dvojtřídní, v roce 1891 sbor kvůli velkým nákladům školu zrušil. Církev školu pronajala obci, která v ní v roce 1892 otevřela trojtřídní obecnou školu.

## Hřbitov
Evangelický hřbitov rozkládající se kolem kostela dodnes patří Českobratrské církvi evangelické.